# Aloe imerinensis
Aloe imerinensis är en grästrädsväxtart som beskrevs av Jean Marie Bosser. Aloe imerinensis ingår i släktet Aloe och familjen grästrädsväxter. Inga underarter finns listade i Catalogue of Life.